# Hải An, Hải Lăng
Hải An là một xã thuộc huyện Hải Lăng, tỉnh Quảng Trị, Việt Nam. Xã nằm trong khu kinh tế cảng Mỹ Thủy, dự kiến đến năm 2040 Hải An là một phường trực thuộc thị xã Hải Lăng 

## Địa lý
Xã Hải An là xã nằm ở phía Đông huyện Hải Lăng, có vị trí địa lý:
- Phía đông giáp Biển Đông
- Phía tây giáp xã Hải Ba và xã Hải Quế
- Phía nam giáp xã Hải Khê
- Phía bắc giáp huyện Triệu Phong.

Xã Hải An có diện tích 11,66 km², dân số năm 1999 là 4.291 người, mật độ dân số đạt 368 người/km².

## Hành chính
Xã Hải An được chia thành 4 thôn: Đông Tân An, Mỹ Thủy, Tây Tân An, Thuận Đầu.

## Kinh tế
Lúc mới thành lập Hải An là một xã có nền kinh tế nghèo. Nhưng đến nay Hải An đang phát triển mạnh trên địa bàn huyện Hải Lăng với ngành kinh tế biển.
Dự án: Cảng Mỹ Thủy sẽ được xây dựng tại Mỹ Thủy với kinh phí là 150 USD sẽ tao dựng được việc làm cho khoảng 1.000 người.
Xã có làng nghề nước mắm truyền thống Mỹ Thủy được Tỉnh Quảng Trị cấp bằng làng nghề truyền thống vào năm 2014.

## Du lịch
Bãi tắm Mỹ Thủy với bãi cát trắng trải dài, dòng nước trong xanh hằng năm thu hút hơn 6.000 lượt khách trong và ngoài tỉnh.

## Giao thông
Xã Hải An có tuyến đường Hải Khê - Cửa Việt chạy qua.